# کسترله
شهر کسترله (به فرانسوی: Kasterlee) در شهرستان تورنو در استان آنتوئر در منطقه فلاندری در کشور بلژیک واقع شده‌است.

## نگارخانه

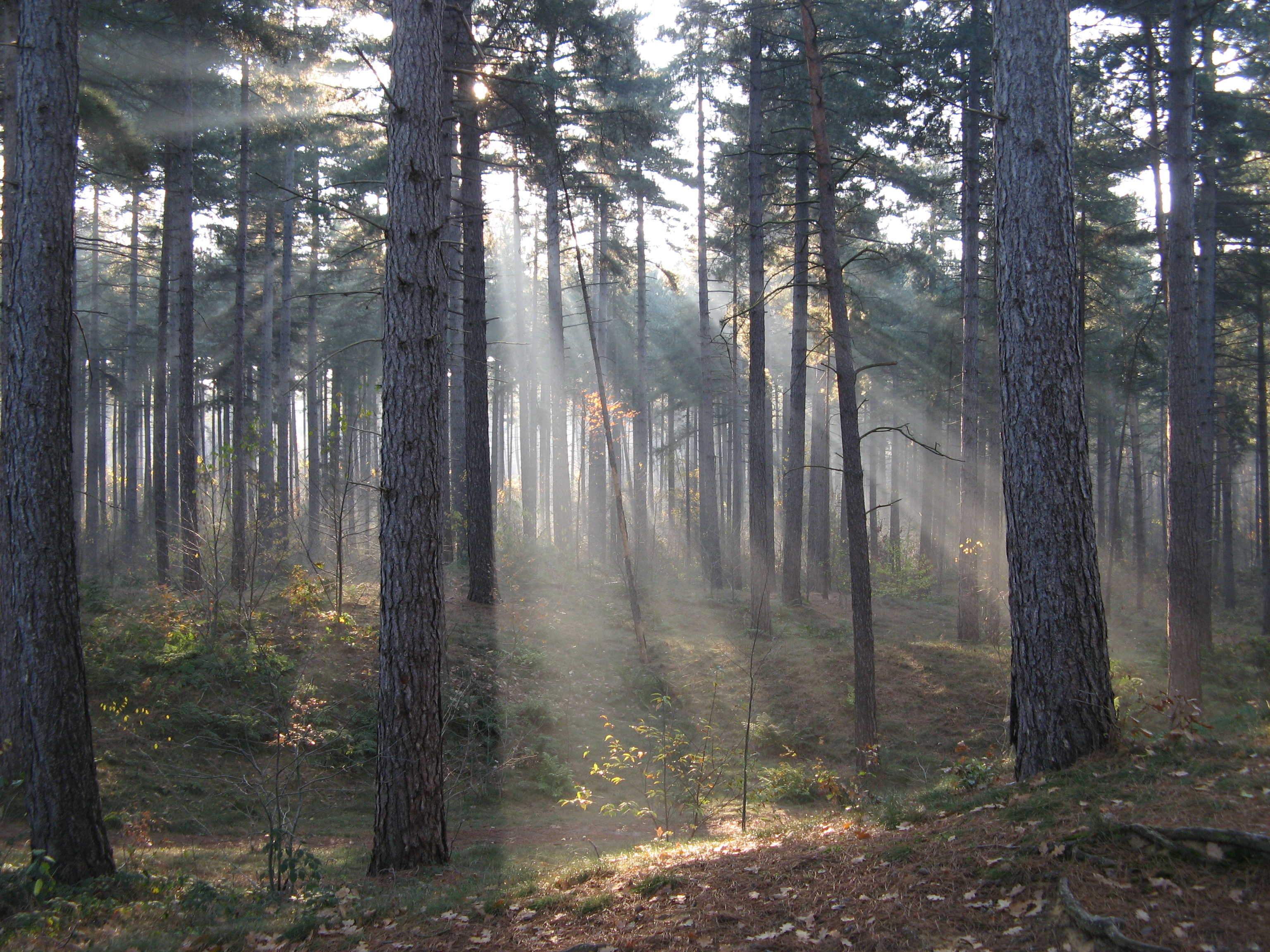
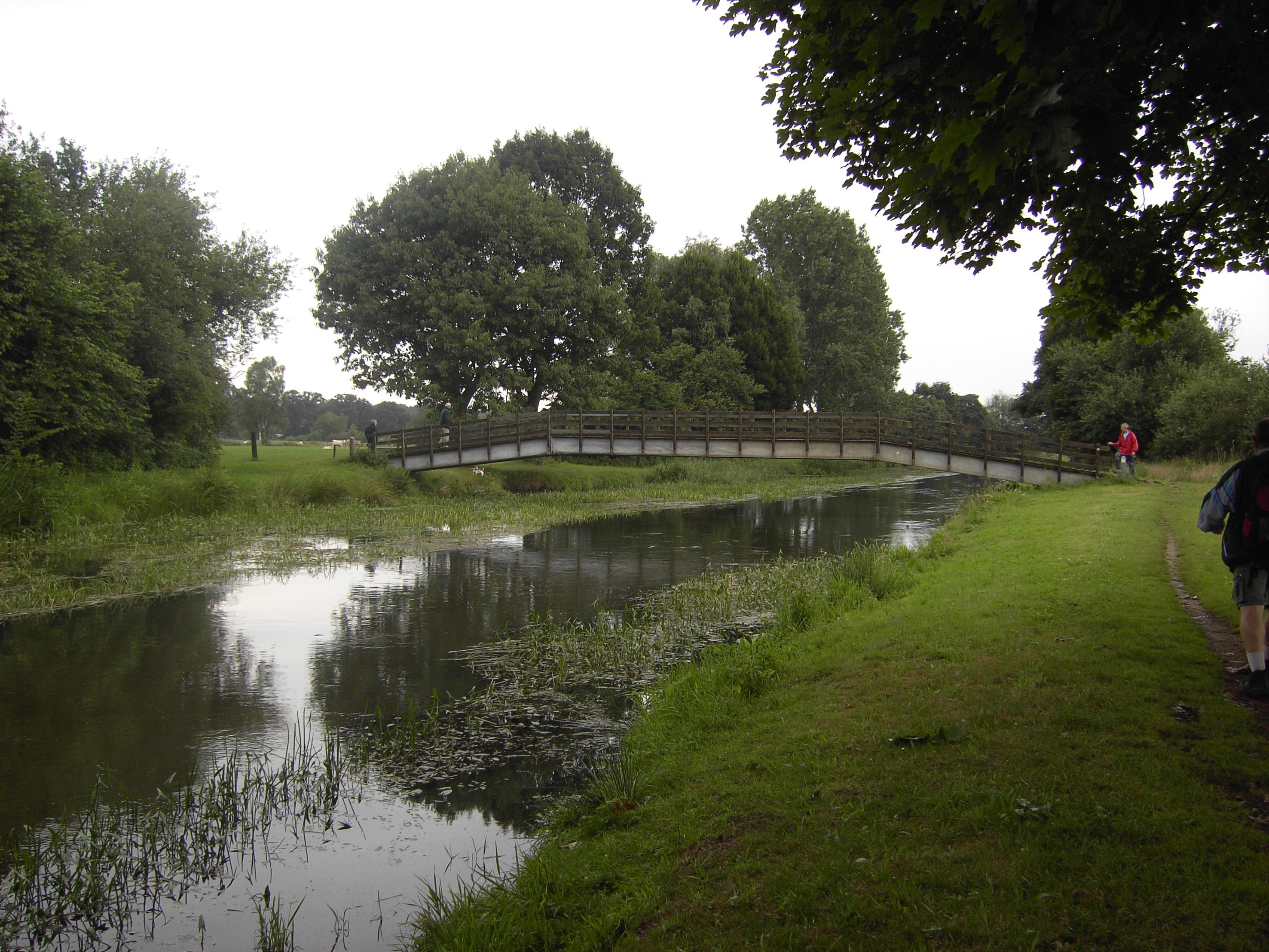
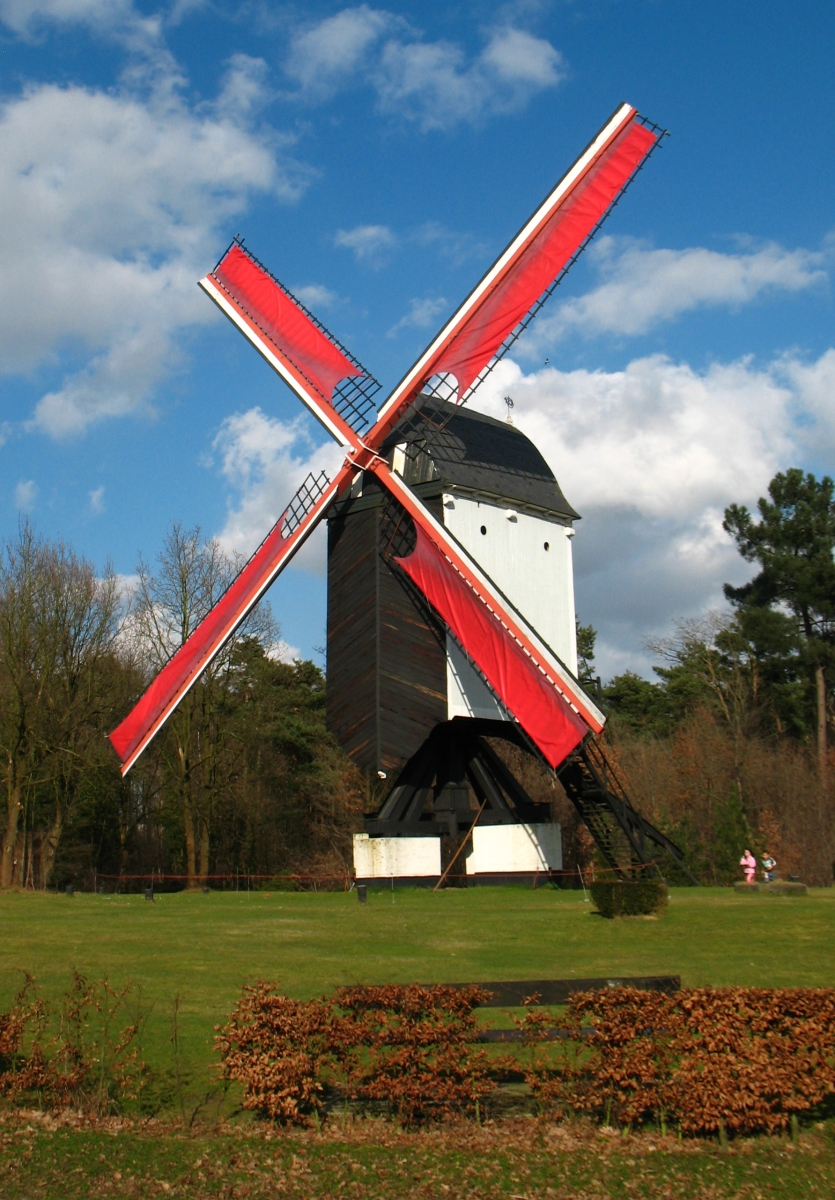